# کوین شونبرگ
کوین شونبرگ (انگلیسی: Kevin Schöneberg؛ زادهٔ ۲۴ اوت ۱۹۸۵) بازیکن فوتبال اهل آلمان است.
از باشگاه‌هایی که در آن بازی کرده‌است می‌توان به باشگاه فوتبال کلن، باشگاه فوتبال آرمینیا بیله‌فلد، باشگاه فوتبال هانزا روستوک، و باشگاه فوتبال اسنابروک اشاره کرد.
وی همچنین در تیم ملی فوتبال جوانان آلمان بازی کرده‌است.